# Sebastián Ginóbili
Sebastián Fernando Ginóbili (Bahía Blanca, 10 giugno 1972) è un allenatore di pallacanestro ed ex cestista argentino, di ruolo playmaker.
Al 2012 era al terzo posto nella classifica di presenze nel massimo campionato argentino, con 935 presenze.

## Biografia
Sebastián discende da immigrati italiani dalle Marche, dal comune di Pollenza. Ha due fratelli, Manu Ginóbili e Leandro, anche loro giocatori di pallacanestro, mentre il padre, Jorge, fu allenatore della squadra locale .

## Carriera
Con l'Argentina ha disputato i Campionati sudamericani del 2006.

## Palmarès

### Giocatore
- Campionato argentino: 1

Libertad Sunchales: 2007-08
- Torneo Top 4: 1

Club Atlético Estudiantes Olavarría: 2002
- Torneo Súper 8: 2

Libertad Sunchales: 2005, 2007
- Primera Nacional B: 1

Club Atlético Quilmes Mar del Plata: 1990-91